# 普馬萬卡山
13°11′17″S 72°8′16″W / 13.18806°S 72.13778°W
普馬萬卡山（Pumahuanca），是秘魯的山峰，位於該國東南部庫斯科大區，處於奇孔山西北面，屬於安第斯山脈中烏魯潘帕山脈的一部分，海拔高度5,650米，人類在1958年首次登頂。